# Ševe
Ševe (lat. Alaudidae) su obitelj ptica pjevica. Sve vrste nastanjuju Stari svijet i sjevernu i istočnu Australiju; samo se jedna vrsta, planinska ševa, proširila na Sjevernu Ameriku. Ševe žive u različitim staništima, ali ih najviše živi u suhim područjima.

## Opis
Ševe su ptice male do srednje veličine, dugačke 12 do 24 cm i teške 15 do 75 grama (Kikkawa 2003.).
One imaju ljepši pjev od većine ptica, a često pjevaju u zraku (Kikkawa 2003). Ovi glazbeni zvukovi, zajedno sa širenjem na staništa koja su ljudi izmijenili, osigurali su ševama istaknuto mjesto u književnosti i glazbi, posebno poljskoj ševi u sjevernoj Europi, kao i kukmastoj ševi i velikoj ševi u južnoj Europi.
Mužjaci pjevanjem u letu brane svoje teritorije za razmnožavanje i privlače partnere. Većina vrsta gradi gnijezdo na tlu, obično od trave, ali kod nekih je vrsta složenije i malo udubljeno. Nekoliko pustinjskih vrsta se gnijezdi u vrlo niskom grmlju, možda da bi zrak cirkulacijom hladio gnijezdo. Jaja su obično pjegava, a veličina legla varira od 2 (posebno kod vrsta u pustinjama) do 6 jaja (kod vrsta iz umjerenih regija). Ševe inkubiraju jaja 11 do 16 dana (Kikkawa 2003.).
Poput mnogih ptica koje žive pretežno na tlu, ševe imaju dugu zadnju pandžu koja im daje stabilnost dok stoje. Većina ševa ima prugasto smeđe perje, ali neke imaju i crno i bijelo perje. Njihov izgled ih kamuflira na tlu, posebno dok su u gnijezdu. Hrane se kukcima i sjemenjem; iako odrasle jedinke većine vrsta jedu gotovo isključivo sjemenje, sve vrste hrane svoje mladunce kukcima, barem tijekom prvog tjedna nakon izleganja. Mnoge vrste kljunom prekopavaju tlo kako bi našle hranu. Neke ševe imaju težak kljun (najveći kod vrste Rhamphocoris clotbey) koji je pogodan za otvaranje sjemenja, dok druge imaju dug kljun zakrivljen prema dolje, koji je podesan za kopanje (Kikkawa 2003.).
Ševe su jedine vrapčarke koje izgube sve perje tijekom prvog mitarenja. Smatra se da se to dešava zbog loše kvalitete perja kod mladih (Kikkawa 2003.).
U mnogim pogledima, uključujući i dugačko tercijalno perje, ševe su slične drugim pticama koje žive na tlu, kao što su i pastirice. Međutim, kod ševa tarsus ima samo jedan red krljušti na stražnjoj površini. Pastirice i ostale pjevice imaju dva reda krljušti (Ridgway 1907.).

## Srodnici
Ševe čine jednu dobro definiranu porodicu, djelomično zbog oblika tarsusa (Ridgway 1907.). Dugo su se svrstavale na ili blizu početka podreda pjevica, odmah poslije kreštavica i prije lastavica. Neke se ustanove, poput British Ornithologists' Union (Dudley et al. 2006.) i knjige Handbook of the Birds of the World, čvrsto drže za ovakvo svrstavanje. Međutim, mnoge druge klasifikacije slijede Sibley-Ahlquist taksonomiju, koja svrstava ševe u veliku podgrupu pjevica, Passerida (u koju ne spadaju vrane, svračci i njihovi srodnici). Na primjer, American Ornithologists' Union svrstava ševe odmah poslije vrana, svračaka i njihovih srodnika. Malo detaljnije, neki sada svrstavaju ševe na početak nadporodice Sylvioidea s lastavicama i ostalima (Barker et al. 2002., Alström et al. 2006.).

## Ševe u ljudskoj ishrani
Ševe se smatraju zdravom i ukusnom divljači koju je lako uloviti. Mogu se koristiti kod mnogih jela; npr. mogu se pirjati (dinstati), peći na žaru ili služiti kao file u piti od mesa. Jezik ševa je osobito cijenjen. Danas je zbog smanjenja staništa ševa njihovo meso teško naći, ali se još može naći u restoranima u Italiji i drugdje u južnoj Europi.

## Vrste i taksonomija
PORODICA: ALAUDIDAE
- Rod: Mirafra
  - Mirafra passerina
  - Mirafra cantillans
  - Mirafra javanica
  - Mirafra cheniana
  - Mirafra albicauda
  - Mirafra hova
  - Mirafra cordofanica
  - Mirafra williamsi
  - Mirafra pulpa
  - Mirafra hypermetra
  - Mirafra somalica
  - Mirafra ashi
  - Mirafra angolensis
  - Mirafra africana
  - Mirafra rufocinnamomea
  - Mirafra apiata
  - Mirafra collaris
  - Mirafra erythroptera
  - Mirafra gilletti
  - Mirafra africanoides (ponekada se svrstava u Calendulauda)
  - Mirafra assamica
  - Mirafra affinis
  - Mirafra rufa
  - Mirafra poecilosterna (ponekada se svrstava u Calendulauda)
  - Mirafra degodiensis
  - Mirafra sabota (ponekada se svrstava u Calendulauda)
- Rod: Pinarocorys
  - Pinarocorys erythropygia
  - Pinarocorys nigricans
- Rod: Heteromirafra
  - Heteromirafra archeri
  - Heteromirafra sidamoensis
  - Heteromirafra ruddi
- Rod: Certhilauda
  - Certhilauda curvirostris
  - Certhilauda brevirostris
  - Certhilauda semitorquata
  - Certhilauda subcoronata
  - Certhilauda benguelensis
  - Certhilauda chuana
  - Certhilauda erythrochlamys
  - Certhilauda albescens
  - Certhilauda barlowi
  - Certhilauda burra
- Rod: Chersomanes
  - Chersomanes albofasciata
- Rod: Eremopterix
  - Eremopterix australis
  - Eremopterix leucotis
  - Eremopterix nigriceps
  - Eremopterix verticalis
  - Eremopterix signata
  - Eremopterix leucopareia
  - Eremopterix grisea
- Rod: Ammomanes
  - Ammomanes cincturus
  - Ammomanes phoenicurus
  - Ammomanes deserti
  - Ammomanes grayi
- Rod: Alaemon
  - Alaemon alaudipes
  - Alaemon hamertoni
- Rod: Ramphocoris
  - Ramphocoris clotbey
- Rod: Melanocorypha
  - Melanocorypha calandra
  - Melanocorypha bimaculata
  - Melanocorypha maxima
  - Melanocorypha mongolica
  - Melanocorypha leucoptera
  - Melanocorypha yeltoniensis
- Rod: Calandrella
  - Calandrella brachydactyla
  - Calandrella blanfordi
  - Calandrella acutirostris
  - Calandrella rufescens
  - Calandrella cinerea
  - Calandrella cheleensis
  - Calandrella raytal
  - Calandrella somalica
- Rod: Spizocorys
  - Spizocorys conirostris
  - Spizocorys fringillaris
  - Spizocorys sclateri
  - Spizocorys obbiensis
  - Spizocorys personata
- Rod: Eremalauda
  - Eremalauda dunni
  - Eremalauda starki
- Rod: Chersophilus
  - Chersophilus duponti
- Rod: Galerida
  - Galerida cristata
  - Galerida theklae
  - Galerida malabarica
  - Galerida modesta
  - Galerida deva
  - Galerida magnirostris
- Rod: Pseudalaemon
  - Pseudalaemon fremantlii
- Rod: Lullula
  - Lullula arborea
- Rod: Alauda
  - Alauda arvensis
  - Alauda japonica
  - Alauda gulgula
  - Alauda razae
- Rod: Eremophila
  - Eremophila alpestris
  - Eremophila bilopha

## Poveznice
- Alström, Per; Ericson, Per G.P.; Olsson, Urban; Sundberg, Per. Veljača 2006. Phylogeny and classification of the avian superfamily Sylvioidea. Molecular Phylogenetics and Evolution. 38 (2): 381–397. doi:10.1016/j.ympev.2005.05.015. PMID 16054402
- The American Ornithologists' Union. Lipanj 1886. The American Ornithologists' Union Check-List of North American Birds. The American Naturalist. 20 (6): 539. doi:10.1086/274272
- Check-list of North American Birds. American Ornithologists' Union. 1998–2006. Inačica izvorne stranice arhivirana 15. ožujka 2008. Pristupljeno 24. lipnja 2008.
- Barker, F. Keith; Barrowclough, George F.; Groth, Jeff G. 2002. A phylogenetic hypothesis for passerine birds: taxonomic and biogeographic implications of an analysis of nuclear DNA sequence data (PDF). Proc. R. Soc. B. 269 (1488) (1488): 295–308. doi:10.1098/rspb.2001.1883. PMC 1690884. PMID 11839199. Inačica izvorne stranice (pdf) arhivirana 11. svibnja 2008. Pristupljeno 24. lipnja 2008. Nepoznati parametar |in= zanemaren (pomoć)
- Dudley, Steve P.; Gee, Mike; Kehoe, Chris; Melling, Tim M. 2006. The British List: A Checklist of Birds of Britain (7th edition). Ibis. 148 (3): 526–563. doi:10.1111/j.1474-919X.2006.00603.x. Pristupljeno 24. lipnja 2008.
- Kikkawa, Jiro. 2003. Larks.   Perrins, Christopher (ed.) (ur.). Firefly Encyclopedia of Birds. Firefly Books. str. 578–583. ISBN 1-55297-777-3CS1 održavanje: dodatni tekst: editors list (link)
- Patterson, Bob. 2002. The History of North American Bird Names in the American Ornithologists' Union Checklists 1886 - 2000. Inačica izvorne stranice arhivirana 5. rujna 2003. Pristupljeno 24. lipnja 2008.
- Ridgway, Robert. 1907. The Birds of North and Middle America, Part IV. Bulletin of the United States National Museum. 50: 289–290. Pristupljeno 25. lipnja 2008.

## Vanjske poveznice
- snimci ševa na stranici Internet Bird Collection

1. ↑  Lark Pie (an Entree). Inačica izvorne stranice arhivirana 16. lipnja 2011. Pristupljeno 25. prosinca 2010.
2. ↑  Larks And Lark Pies
3. ↑  Hooper, John. 17. veljače 2010. Cat, dormouse and other Italian recipes. The Guardian. London. Pristupljeno 7. svibnja 2010.